# Campeonato Europeu de Voleibol Feminino de 1951
O Campeonato Europeu de Voleibol Feminino de 1950 foi a 3ª edição deste torneio bianual que reúne as principais seleções europeias de voleibol feminino. A Confederação Europeia de Voleibol (CEV) organizou do campeonato. O torneio foi disputado na França. 

## Times
| Grupo A - França - Países Baixos - União Soviética | Grupo B - Itália - Polônia - Iugoslávia |

## Classificação Final
| Place | Team            |
| ----- | --------------- |
| 1     | União Soviética |
| 2     | Polônia         |
| 3     | Iugoslávia      |
| 4.    | França          |
| 5.    | Países Baixos   |
| 6.    | Itália          |

## Ligações Externas
- CEV Resultados